# David Pacquette
David Pacquette (1974) è un thaiboxer, kickboxer e pugile inglese.

## Carriera
Durante la sua carriera diviene più volte campione d'Inghilterra in vari tornei.
Nel 2007 partecipa al torneo/reality show The Contender Asia, dove viene sconfitto e, conseguentemente, eliminato dall'emiratino Džabar Askerov.
Nel 2009 diventa campione del mondo WKN.

## Qualifiche
David Pacquette possiede le seguenti qualifiche professionali:
- Istruttore di arti marziali
- Istruttore di muay thai
- Istruttore di pugilato
- Istruttore di kickboxing
- Istruttore alla YMCA Gym Archiviato l'11 luglio 2010 in Internet Archive. (ove è anche primo soccorritore e nutrizionista)

## Curiosità
- Oltre ai vari stili di lotta, a David piacciono molto la corsa ed il nuoto[1]